# 剪红纱花
剪红纱花（学名：Lychnis senno）为石竹科剪秋罗属的植物。分布于日本以及中国大陆的长江流域、秦岭等地，生长于海拔150米至2,000米的地区，多生长在疏林下及灌丛草地，目前尚未由人工引种栽培。

## 别名
汉宫秋（群芳谱） 散血沙（四川中药志） 阔叶鲤鱼胆（江苏）